# Stade de Reims 1978-1979
Questa voce raccoglie le informazioni riguardanti lo Stade de Reims nelle competizioni ufficiali della stagione 1978-1979.

## Stagione
Coinvolto nella lotta per non retrocedere dopo un inizio positivo, nel corso del girone di andata lo Stade Reims si contese con il Paris FC e il Nizza la penultima posizione, che in questa stagione avrebbe garantito l'accesso ai play-out contro la vincitrice dello spareggio fra le seconde classificate di seconda divisione. Nella seconda parte del campionato la squadra accusò un brusco calo di rendimento, ottenendo solo cinque punti e tagliandosi fuori dalla lotta per la salvezza; a diverse gare dalla conclusione lo Stade Reims risultava matematicamente ultimo classificato, occupando l'unica posizione della graduatoria che avrebbe sancito la retrocessione diretta.
Il cammino dello Stade Reims in Coppa di Francia si arrestò agli ottavi di finale, dove venne eliminato dall'Olympique Avignone, allora militante in seconda serie. Nei turni precedenti la squadra aveva eliminato Caen e La Rochelle, club di terza divisione.

## Maglie e sponsor
Lo sponsor tecnico per la stagione 1978-1979 è Pony, mentre lo sponsor ufficiale è Jeanet's Chaussettes de Chesterfield.
| Manica sinistra · Maglietta · Maglietta · Manica destra · Pantaloncini · Calzettoni |

## Rosa
| N. |                    | Ruolo | Calciatore                |
| -- | ------------------ | ----- | ------------------------- |
|    | Francia (bandiera) | P     | Guy Formici               |
|    | Francia (bandiera) | P     | Christian Laudu           |
|    | Francia (bandiera) | P     | Hubert Velud              |
|    | Francia (bandiera) | D     | Thierry Beau              |
|    | Francia (bandiera) | D     | Patrice Buisset           |
|    | Francia (bandiera) | D     | Régis Durand              |
|    | Francia (bandiera) | D     | Jacques Evrard            |
|    | Francia (bandiera) | D     | Anton Garceran (capitano) |
|    | Francia (bandiera) | D     | François Haution          |
|    | Francia (bandiera) | D     | Gérard Madronnet          |
|    | Francia (bandiera) | D     | René Masclaux             |
|    | Francia (bandiera) | D     | Michel Mathou             |
|    | Francia (bandiera) | D     | Pascal Prince             |
|    | Francia (bandiera) | C     | André Betta               |
|    | Francia (bandiera) | C     | Philippe Callé            |

| N. |                           | Ruolo | Calciatore                |
| -- | ------------------------- | ----- | ------------------------- |
|    | Francia (bandiera)        | C     | Jean-François Charbonnier |
|    | Francia (bandiera)        | C     | Didier Jaffres            |
|    | Germania Ovest (bandiera) | C     | Franz Michelberger        |
|    | Francia (bandiera)        | C     | Jacky Pérignon            |
|    | Francia (bandiera)        | C     | Alan Polaniok             |
|    | Francia (bandiera)        | C     | Francis Schaller          |
|    | Francia (bandiera)        | C     | Jacky Vercruysse          |
|    | Francia (bandiera)        | A     | Jean-Pierre Bertolino     |
|    | Senegal (bandiera)        | A     | Souleymane Camara         |
|    | Francia (bandiera)        | A     | Ange Di Caro              |
|    | Francia (bandiera)        | A     | Jean-Claude Gérard        |
|    | Francia (bandiera)        | A     | Guy Mauffroy              |
|    | Argentina (bandiera)      | A     | Santiago Santamaría       |
|    | Francia (bandiera)        | A     | Gérard Tonnel             |

## Statistiche

### Andamento in campionato
| Giornata  | 1 | 2 | 3 | 4  | 5  | 6  | 7  | 8  | 9  | 10 | 11 | 12 | 13 | 14 | 15 | 16 | 17 | 18 | 19 | 20 | 21 | 22 | 23 | 24 | 25 | 26 | 27 | 28 | 29 | 30 | 31 | 32 | 33 | 34 | 35 | 36 | 37 | 38 |
| --------- | - | - | - | -- | -- | -- | -- | -- | -- | -- | -- | -- | -- | -- | -- | -- | -- | -- | -- | -- | -- | -- | -- | -- | -- | -- | -- | -- | -- | -- | -- | -- | -- | -- | -- | -- | -- | -- |
| Luogo     | T | C | C | T  | C  | T  | T  | C  | T  | C  | T  | C  | T  | C  | T  | C  | T  | C  | T  | C  | T  | C  | T  | C  | C  | T  | C  | T  | C  | T  | C  | T  | C  | T  | C  | T  | C  | T  |
| Risultato | N | V | N | P  | V  | P  | P  | N  | P  | N  | P  | N  | P  | P  | P  | N  | N  | V  | P  | P  | P  | P  | N  | P  | N  | P  | P  | N  | P  | P  | V  | P  | P  | P  | P  | P  | P  | P  |
| Posizione | 3 | 2 | 5 | 13 | 10 | 14 | 17 | 18 | 19 | 18 | 19 | 18 | 19 | 19 | 20 | 20 | 20 | 19 | 19 | 20 | 20 | 20 | 20 | 20 | 20 | 20 | 20 | 20 | 20 | 20 | 20 | 20 | 20 | 20 | 20 | 20 | 20 | 20 |

Fonte:  France » Ligue 1 1978/1979 » Schedule, su worldfootball.net.
Legenda:

Luogo: C = Casa; T = Trasferta. Risultato: V = Vittoria; N = Pareggio; P = Sconfitta.

### Statistiche dei giocatori
| Giocatore        | Division 1 | Division 1 | Division 1  | Division 1 | Coppa di Francia | Coppa di Francia | Coppa di Francia | Coppa di Francia | Totale   | Totale | Totale      | Totale     |
| Giocatore        | Presenze   | Reti       | Ammonizioni | Espulsioni | Presenze         | Reti             | Ammonizioni      | Espulsioni       | Presenze | Reti   | Ammonizioni | Espulsioni |
| ---------------- | ---------- | ---------- | ----------- | ---------- | ---------------- | ---------------- | ---------------- | ---------------- | -------- | ------ | ----------- | ---------- |
| T. Beau          | 1          | 0          | 0           | 0          | -                | -                | -                | -                | 1        | 0      | 0           | 0          |
| J.P. Bertolino   | 12         | 4          | 0           | 0          | 3                | 0                | 0                | 0                | 15       | 4      | 0           | 0          |
| A. Betta         | 10         | 0          | 0           | 0          | 0                | 0                | 0                | 0                | 10       | 0      | 0           | 0          |
| P. Buisset       | 34         | 0          | 0           | 0          | 5                | 0                | 0                | 0                | 39       | 0      | 0           | 0          |
| P. Callé         | 4          | 0          | 0           | 0          | 1                | 0                | 0                | 0                | 5        | 0      | 0           | 0          |
| S. Camara        | 10         | 1          | 0           | 0          | 0                | 0                | 0                | 0                | 10       | 1      | 0           | 0          |
| J.F. Charbonnier | 4          | 0          | 0           | 0          | 0                | 0                | 0                | 0                | 4        | 0      | 0           | 0          |
| A. Di Caro       | 10         | 0          | 0           | 0          | -                | -                | -                | -                | 10       | 0      | 0           | 0          |
| R. Durand        | 16         | 1          | 0           | 0          | -                | -                | -                | -                | 16       | 1      | 0           | 0          |
| J. Evrard        | 6          | 0          | 0           | 0          | 2                | 0                | 0                | 0                | 8        | 0      | 0           | 0          |
| G. Formici       | 31         | -59        | 0           | 0          | 5                | -4               | 0                | 0                | 36       | -63    | 0           | 0          |
| A. Garceran      | 32         | 0          | 0           | 0          | 2                | 0                | 0                | 0                | 34       | 0      | 0           | 0          |
| J.C. Gérard      | 27         | 5          | 0           | 0          | 0                | 0                | 0                | 0                | 27       | 5      | 0           | 0          |
| F. Haution       | 4          | 0          | 0           | 0          | 1                | 0                | 0                | 0                | 5        | 0      | 0           | 0          |
| D. Jaffres       | 17         | 1          | 0           | 0          | 5                | 0                | 0                | 0                | 22       | 1      | 0           | 0          |
| C. Laudu         | 6          | -9         | 0           | 0          | 0                | 0                | 0                | 0                | 6        | -9     | 0           | 0          |
| G. Madronnet     | 20         | 1          | 0           | 0          | -                | -                | -                | -                | 20       | 1      | 0           | 0          |
| R. Masclaux      | 19         | 0          | 3           | 0          | 5                | 0                | 0                | 0                | 24       | 0      | 3           | 0          |
| M. Mathou        | 18         | 0          | 0           | 0          | 2                | 0                | 0                | 0                | 20       | 0      | 0           | 0          |
| G. Mauffroy      | 9          | 0          | 0           | 0          | 0                | 0                | 0                | 0                | 9        | 0      | 0           | 0          |
| F. Michelberger  | 29         | 2          | 1           | 0          | 5                | 1                | 1                | 0                | 34       | 3      | 2           | 0          |
| J. Pérignon      | 22         | 2          | 0           | 0          | -                | -                | -                | -                | 22       | 2      | 0           | 0          |
| A. Polaniok      | 33         | 3          | 1           | 0          | 4                | 1                | 0                | 0                | 37       | 4      | 1           | 0          |
| P. Prince        | 18         | 0          | 1           | 0          | 5                | 0                | 0                | 0                | 23       | 0      | 1           | 0          |
| S. Santamaría    | 26         | 5          | 1           | 0          | 1                | 1                | 0                | 0                | 27       | 6      | 1           | 0          |
| F. Schaller      | 20         | 0          | 0           | 0          | 3                | 0                | 0                | 0                | 23       | 0      | 0           | 0          |
| G. Tonnel        | 0          | 0          | 0           | 0          | 5                | 4                | 0                | 0                | 5        | 4      | 0           | 0          |
| H. Velud         | 1          | -3         | 0           | 0          | 0                | 0                | 0                | 0                | 1        | -3     | 0           | 0          |
| J. Vercruysse    | 14         | 0          | 0           | 0          | 3                | 0                | 1                | 0                | 17       | 0      | 1           | 0          |